# Liechtensteiner-Cup 1990-1991
La Liechtensteiner-Cup 1990-1991 è stata la 46ª edizione della coppa nazionale del Liechtenstein conclusa con la vittoria finale del FC Balzers, al suo nono titolo.
Della competizione è noto solo il risultato della finale.

## Finale
| Triesen | FC Balzers | 2 – 1 | Vaduz |  |